# Лука Дињ
Лука Дињ (фр. Lucas Digne; 20. јул 1993) француски је фудбалер који игра на позицији левог бека и тренутно наступа за Астон Вилу и репрезентацију Француске.

## Статистика каријере

### Репрезентативна
Ажурирано 13. јуна 2022.
| Репрезентација | Година | Утакмице | Голови |
| -------------- | ------ | -------- | ------ |
| Француска      | 2014   | 8        | 0      |
| Француска      | 2015   | 2        | 0      |
| Француска      | 2016   | 5        | 0      |
| Француска      | 2017   | 5        | 0      |
| Француска      | 2018   | 3        | 0      |
| Француска      | 2019   | 7        | 0      |
| Француска      | 2020   | 5        | 0      |
| Француска      | 2021   | 8        | 0      |
| Француска      | 2022   | 3        | 0      |
| Укупно         | Укупно | 46       | 0      |

## Успеси

### Клупски
Париз Сен Жермен
- Прва лига Француске: 2013/14, 2014/15.
- Куп Француске: 2014/15.
- Лига куп Француске: 2013/14, 2014/15.
- Суперкуп Француске: 2013, 2014, 2015.

Барселона
- Прва лига Шпаније: 2017/18.
- Куп Шпаније: 2016/17, 2017/18.
- Суперкуп Шпаније: 2016.

### Репрезентативни
Француска до 20
- Светско првенство до 20 година: 2013.

Француска
- Европско првенство: финалиста 2016.

### Индивидуални
- Играч сезоне ФК Евертон: 2018/19. (заједно са Идрисом Гејем)[5]